# Lluka Perone
Lluka Perrone, född 1920 i Eianina, Kalabrien, död 1984, var en italiensk-arberesjisk (italoalbansk) poet. 

## Titel på verk
- Lule shkëmbi (1969)
- Hjea e Ariut (1969)
- Vjershe lirike (1971)
- Dërrudhëz (1977)